# Thân vương quốc Waldeck và Pyrmont
Bá quốc Waldeck (sau này được nâng lên thành Thân vương quốc Waldeck và Thân vương quốc Waldeck và Pyrmont) là một nhà nước của Đế chế La Mã Thần thánh và những người kế vị của nó nắm quyền cai trị từ cuối thế kỷ XII cho đến năm 1929. Năm 1349, bá quốc này đã giành được quyền hoàng gia trực tiếp của Đế quốc và năm 1712 được nâng lên hàng Thân vương quốc. Sau khi Đế chế La Mã Thần thánh tan rã vào năm 1806, nó trở thành nhà nước cấu thành nên: Liên bang Rhein, Bang liên Đức, Liên bang Bắc Đức và Đế quốc Đức. Sau khi chế độ quân chủ bị bãi bỏ vào năm 1918, Nhà nước Tự do Waldeck-Pyrmont là một phần của Cộng hòa Weimar cho đến khi bị chia cắt giữa Hannover và Nhà nước Tự do Phổ vào năm 1929. Nó bao gồm các lãnh thổ ở Hessen và Niedersachsen (Đức) ngày nay.

## Lịch sử

Huy hiệu của các Bá tước xứ Waldeck (1349–1712)

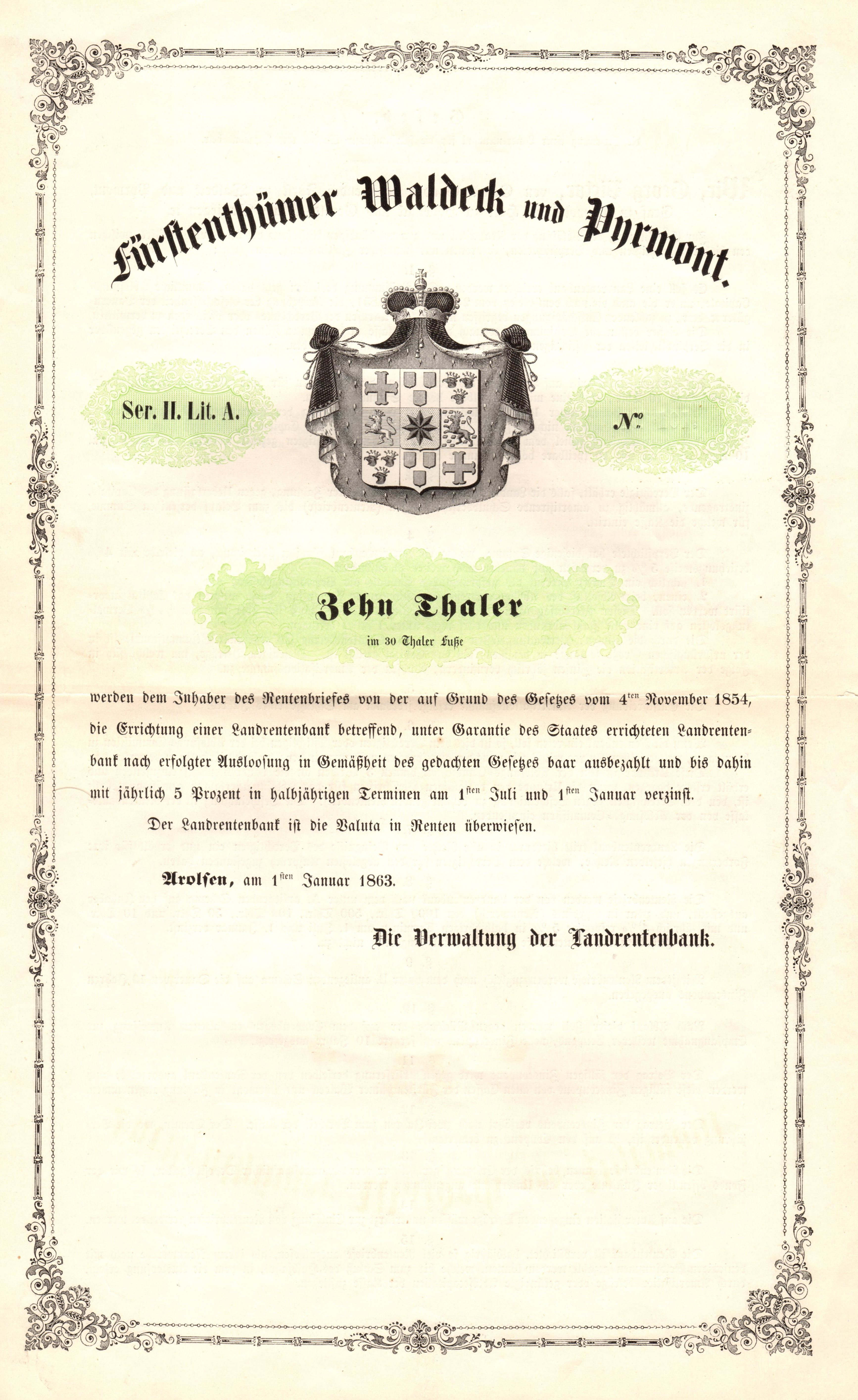
Trái phiếu chính phủ của Thân vương quốc Waldeck và Pyrmont, phát hành ngày 1 tháng 1 năm 1863

Gia đình quý tộc của Bá tước xứ Waldeck và các Thân vương xứ Waldeck và Pyrmont sau này là hậu duệ nam của Bá tước xứ Schwalenberg (có trụ sở tại Lâu đài Schwalenberg), cuối cùng là hậu duệ của Widekind I xứ Schwalenberg (trị vì 1127-1136/7). Lâu đài Waldeck, nhìn ra sông Eder tại Waldeck, được chứng thực lần đầu tiên vào năm 1120. Một nhánh của gia đình được đặt theo tên của lâu đài vào năm 1180, khi Volkwin II xứ Schwalenberg mua lại lâu đài thông qua cuộc hôn nhân của ông với Luitgard, con gái của Bá tước Poppo I xứ Reichenbach và Hollende, người thừa kế của Waldeck. Theo thời gian, gia đình đã xây dựng được một lãnh địa nhỏ ở Bắc Hessen ngày nay.

### Bá quốc Waldeck
Ban đầu, Waldeck là thái ấp của Tuyển hầu xứ Mainz. Năm 1379, nó trở thành Bá quốc Reichslehen. Sau cái chết của Bá tước Henry VI vào năm 1397, gia đình chia thành hai dòng: dòng Landau cấp cao do Adolph III thành lập và dòng Waldeck cấp dưới do Henry VII thành lập, đôi khi họ thù ghét nhau. Hai dòng này lần lượt thuộc chủ quyền của Bá quốc Hessen vào năm 1431 và 1438, do khó khăn về tài chính và chiến thắng cuối cùng của Hessen trước Mainz vào năm 1427, dẫn đến việc chuyển Bá quốc Ziegenhain sang cho Hessen. Các bá tước xứ Hessen thu thuế cho Bá tước xứ Waldeck để đổi lấy việc xoá các khoản nợ cho họ và gán mọi khoản nợ của họ cho người khác.
Sau cái chết của Henry VIII vào năm 1486, dòng Waldeck một lần nữa bị chia cắt thành dòng Waldeck-Wildungen và Waldeck-Eisenberg. Dòng Landau cao cấp tuyệt tự với cái chết của Otto IV vào năm 1495 và tài sản của nó được chuyển cho dòng Wildungen và Eisenberg. Vào năm 1526 và 1529, Philip IV của Waldeck-Wildungen và Philip III của Waldeck-Eisenberg đã chuyển đổi các thân vương quốc tương ứng của họ sang Giáo hội Luther. Một số phân vùng dẫn đến việc tạo ra các dòng khác, nhưng chúng đã được hợp nhất bởi dòng Wildung mới vào năm 1692.
Năm 1626, gia đình này cũng thừa kế Bá quốc Pyrmont và sau đó tự gọi mình là "Bá tước xứ Waldeck và Pyrmont". Hai bá quốc Waldeck và Pyrmont bị tách biệt về mặt vật lý và không được thống nhất thành một thực thể pháp lý duy nhất cho đến thế kỷ XIX.
Năm 1639, Bá tước Philip Dietrich xứ Waldeck từ dòng Eisenberg mới, thừa kế Bá quốc Culemborg ở Gelderland cùng với các bá quốc Werth (Isselburg) ở Münsterland, Pallandt, và Wittem. Lãnh địa Tonna ở Thüringen, thái ấp của Công tước Sachsen-Altenburg được Waldeck-Pyrmont thừa kế vào năm 1640, nhưng được bán cho Công tước Frederick I xứ Sachsen-Gotha-Altenburg vào năm 1677. Waldeck vẫn là nơi ở chính của bá quốc cho đến năm 1655, khi nơi cư trú được chuyển từ Waldeck đến Arolsen. Philip Dietrich được kế vị vào năm 1664 bởi em trai ông là Bá tước George Frederick, người có tước hiệu đầy đủ là "Bá tước và Lãnh chúa xứ Waldeck, Pyrmont, và Cuylenburg, Lãnh chúa xứ Tonna, Paland, Wittem, Werth." Năm 1682, ông được Hoàng đế Leopold I phong làm "Thân vương xứ Waldeck", với quyền trực tiếp của Hoàng gia. Bốn người con trai của ông đều đã qua đời trước ông, vì vậy vào ngày 12 tháng 6 năm 1685, ông đã ký một khế ước với em họ của mình, Christian Louis thuộc dòng dõi Wildung mới, để chuyển toàn bộ tài sản của Waldeck cho ông và để nó được thừa kế theo quyền con trưởng sau đó. Thỏa thuận này được Hoàng đế Leopold xác nhận vào năm 1697. Sau cái chết của George Frederick vào năm 1692, Christian Louis trở thành người cai trị duy nhất của toàn bộ thân vương quốc.
Bá quốc Cuylenburg và Lãnh địa Werth bị mất vào năm 1714 do cuộc hôn nhân của con gái thứ hai của George Frederick là Sophia Henriette (1662-1702) với Công tước Ernest xứ Sachsen-Hildeburghausen.

### Thân vương quốc Waldeck (1712-1848)
Vào ngày 6 tháng 1 năm 1712, Frederick Anthony Ulrich xứ Waldeck và Pyrmont được Hoàng đế Karl VI phong làm Thân vương đế chế. Trong Chiến tranh Cách mạng Mỹ từ năm 1775 đến năm 1783, Thân vương Frederick Carl Augustus cung cấp cho người Anh 3 trung đoàn lính đánh thuê để tham gia cuộc chiến ở 13 thuộc địa Bắc Mỹ, tổng cộng có 1.225 binh sĩ Waldeck đã chiến đấu ở đó.
Thân vương quốc bị cuốn vào Chiến tranh Napoléon và vào năm 1807, nó gia nhập Liên bang Rhein, nhưng không bị gộp lãnh thổ vào Vương quốc Westphalia của Napoléon. Waldeck được yêu cầu đảm bảo quyền bình đẳng cho các công dân Công giáo của mình và cung cấp 400 binh sĩ trong trường hợp có chiến dịch của Hoàng đế Napoleon. Trong một thời gian ngắn, từ năm 1806 đến năm 1812, Pyrmont là một thân vương quốc riêng biệt do sự phân chia lãnh thổ giữa hai anh em Thân vương Frederick và George, nhưng các lãnh thổ đã được thống nhất sau cái chết của Frederick.
Sự độc lập của thân vương quốc đã được xác nhận vào năm 1815 bởi Đại hội Viên, Waldeck và Pyrmont trở thành thành viên của Bang liên Đức. Năm 1832 nó gia nhập Zollverein. Năm 1847, theo sáng kiến của Vương quốc Phổ, chủ quyền của Bá quốc Hessen-Kassel đối với Waldeck (và Thân vương quốc Schaumburg-Lippe) cuối cùng đã bị Công ước Liên bang thu hồi. Điều này đã xảy ra trên thực tế kể từ khi Waldeck gia nhập Liên bang Rhein vào năm 1807, nhưng phán quyết này có nghĩa là Hessen-Kassel mất quyền yêu sách lãnh thổ theo hình thức sung công.

### Thân vương quốc Waldeck-Pyrmont (1849-1918)

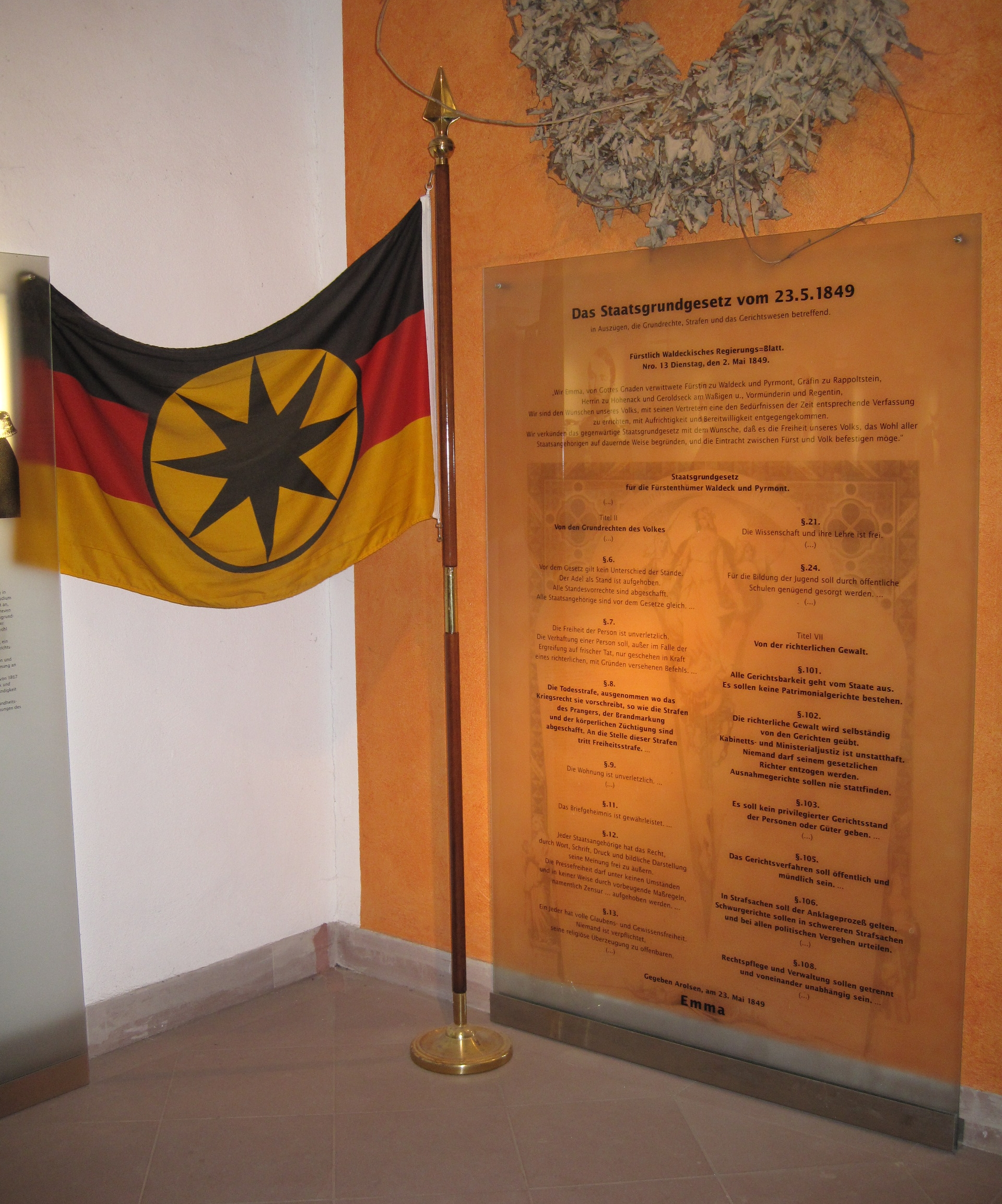
Luật cơ bản của Thân vương quốc Waldeck và Pyrmont, ngày 23 tháng 5 năm 1849 (đoạn trích)

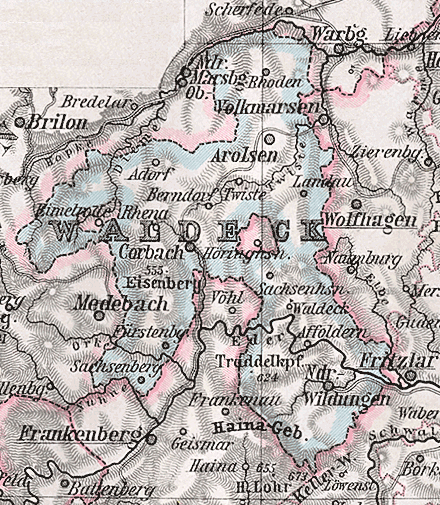
Waldeck năm 1905

Kể từ năm 1645, Waldeck đã liên minh cá nhân với Bá quốc (sau này là Thân vương quốc) Pyrmont. Bắt đầu từ năm 1813, Thân vương nỗ lực hợp nhất hai vùng lãnh thổ một cách hợp pháp thành Thân vương quốc Waldeck-Pyrmont. Tuy nhiên, sự phản đối chính trị đã khiến ý định này không diễn ra cho đến năm 1849. Ngay cả sau khi thống nhất, Pyrmont vẫn giữ Landtag của riêng mình để giải quyết các vấn đề ngân sách cho đến năm 1863/64. Vào năm 1849-1850, Waldeck được chia thành ba quận: Quận Eder, Eisenberg và Quận Twiste.
Vào ngày 1 tháng 8 năm 1862, Waldeck-Pyrmont ký kết một công ước quân sự với Phổ. Kết quả là Waldeck-Pyrmont đã chiến đấu bên phe Phổ trong Chiến tranh Áo-Phổ năm 1866 và do đó tránh được sự sáp nhập khi chiến tranh kết thúc - không giống như Tuyển hầu xứ Hessen láng giềng. Tuy nhiên, thân vương quốc có diện tích nhỏ, thiếu tiền mặt không đủ khả năng đóng góp cho Liên bang Bắc Đức mới, vì vậy Landtag của Thân vương quốc đã nhất trí bỏ phiếu bác bỏ Hiến pháp Bắc Đức nhằm gây áp lực buộc Thân vương phải ký hiệp ước gia nhập Phổ. Thủ tướng Bismarck của Phổ trước đây đã loại trừ việc thống nhất Waldeck-Pyrmont với Phổ vì lý do uy tín. Do đó, theo hiệp ước mà Waldeck-Pyrmont và Phổ ký vào tháng 10 năm 1867, thân vương quốc vẫn độc lập trên danh nghĩa và giữ chủ quyền lập pháp, nhưng từ ngày 1 tháng 1 năm 1868, Phổ nắm quyền kiểm soát thâm hụt ngân sách nhà nước, quản lý nội bộ, tư pháp và trường học của nó. Sau đó, Phổ chính thức bổ nhiệm một Giám đốc Nhà nước với sự đồng ý của thân vương. Thẩm quyền phúc thẩm đối với Waldeck được thực hiện bởi tòa án nhà nước Phổ (Landgericht) ở Kassel và đối với Pyrmont bởi tòa án nhà nước ở Hannover. Thân vương giữ quyền kiểm soát việc quản lý nhà thờ, đặc quyền ân xá và quyền phủ quyết các luật mới. Ông ấy cũng tiếp tục nhận được thu nhập từ các miền của mình. Chính quyền Phổ nhằm mục đích giảm chi phí hành chính cho nhà nước nhỏ và dựa trên một hợp đồng 10 năm được gia hạn nhiều lần trong suốt thời gian tồn tại của nó. Tình hình tiếp tục diễn ra vào năm 1871, khi thân vương quốc trở thành một quốc gia cấu thành của Đế quốc Đức mới. Năm 1905, Waldeck và Pyrmont có diện tích 1.121 km2 và dân số 59.000 người.
Vương tộc Waldeck và Pyrmont có quan hệ mật thiết với hoàng gia Hà Lan. Thân vương cầm quyền cuối cùng, Frederick, là em trai của Vương hậu Emma, vợ của Vua Willem III của Hà Lan.

### Bang Tự do Waldeck-Pyrmont (1919-1929)
Vào ngày 13 tháng 11 năm 1918, cuối Thế chiến thứ nhất, trong cuộc Cách mạng Đức dẫn đến sự sụp đổ của tất cả các chế độ quân chủ ở Đế quốc Đức, một đại diện của hội đồng công nhân và binh lính cách mạng của Kassel đã đến Waldeck và tuyên bố rằng chế độ quân chủ đã bị hủy bỏ. Thân vương quốc trở thành Bang tự do Waldeck-Pyrmont trong Cộng hòa Weimar. Tuy nhiên, không có hiến pháp mới nào được ban hành nên hiến pháp quân chủ năm 1849/1852 vẫn có hiệu lực pháp lý cho đến năm 1929. Các điều khoản của hiệp ước với Phổ cũng vẫn có hiệu lực. Sau một cuộc trưng cầu dân ý, Pyrmont được tách khỏi Waldeck vào ngày 30 tháng 11 năm 1921 và gia nhập Phổ, trở thành một phần của huyện Hameln-Pyrmont mới của tỉnh Hannover. Sau này, lãnh thổ được gọi là Bang Tự do Waldeck.
Phần lãnh thổ còn lại tiếp tục được quản lý theo hiệp ước năm 1867 với Phổ cho đến khi nó bị hủy bỏ vào năm 1926. Vào ngày 9 tháng 4 năm 1927, Đạo luật Bình đẳng Tài chính liên bang (Finanzausgleichsgesetz) đã được sửa đổi. Đối với Waldeck, điều này có nghĩa là việc phân bổ thu nhập từ thuế liên bang đã giảm gần 600.000 Reichsmark. Nếu không có sự gia tăng lớn về thuế địa phương, Bang Tự do không còn khả năng tồn tại về mặt tài chính. Do đó vào ngày 1 tháng 4 năm 1929, bang này bị bãi bỏ và trở thành một phần của tỉnh Hessen-Nassau của Phổ. Điều này đánh dấu sự kết thúc tồn tại của Waldeck với tư cách là một nhà nước có chủ quyền.

### Sự phát triển từ năm 1929
Khi Waldeck gia nhập Phổ vào năm 1929, ba huyện mà Waldeck được chia vào năm 1849-1850 (Eder, Eisenberg và Twiste) ban đầu được giữ lại. Ngoài ra, Höringhausen và Eimelrod, vốn là vùng đất tách rời của Phổ được bao quanh bởi Waldeck từ năm 1866, đã được sáp nhập vào huyện Eisenberg. Năm 1932, chính phủ liên bang sáp nhập các huyện Eder và Eisenberg. Huyện Twiste dự kiến được sáp nhập với huyện Wolfhagen lân cận vào ngày 1 tháng 4 năm 1934, nhưng việc này bị trì hoãn sau khi Đức Quốc xã nắm quyền vào năm 1933. Đạo luật ngày 28 tháng 2 năm 1934 đã hủy bỏ việc sáp nhập Eder và Eisenberg và hủy bỏ dứt khoát kế hoạch sáp nhập Twiste và Wolfhagen.
Vào ngày 1 tháng 2 năm 1942, ba huyện của Waldeck được sáp nhập vào huyện Waldeck mới, có thủ phủ là Korbach. Huyện mới này có đường biên giới gần giống với Bang Tự do cũ. Nó trở thành một phần của Đại Hessen vào năm 1945, trở thành bang Hessen thuộc Cộng hòa Liên bang Đức hiện đại vào năm 1946. Vào ngày 1 tháng 8 năm 1972, thành phố Volkmarsen được tách khỏi huyện Wolfhagen và được giao lại cho Waldeck. Trong cuộc cải cách các huyện của Hessen năm 1974, Waldeck được sáp nhập với huyện lân cận Frankeberg từ huyện mới Waldeck-Frankenberg, trong khi thành phố Züschen trở thành vùng ngoại ô của Fritzlar ở Schwalm-Eder-Kreis.

## Quân đội

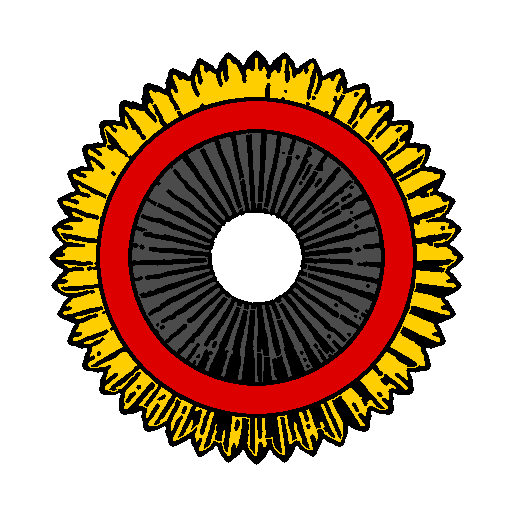
Cockade của Waldeck, đeo trên Pickelhaube

Waldeck đã thành lập một tiểu đoàn bộ binh vào năm 1681, nhưng trong phần lớn lịch sử sau đó đã tham gia vào Chiến tranh Napoléon, quân đội Waldecker thường đóng vai trò là 'lính đánh thuê', nhưng thực ra là 'lực lượng phụ trợ' được những nhà cai trị Waldeck cho nước ngoài thuê. Thân vương quốc mở rộng quân đội vào năm 1740 (Trung đoàn 1), ba tiểu đoàn vào năm 1744, bốn tiểu đoàn vào năm 1767 (thành lập Trung đoàn 2). Đáng chú ý nhất là cho người Hà Lan thuê Trung đoàn 1 và 2 và cho người Anh thuê quân để đến 13 thuộc địa Bắc Mỹ chống lại Cách mạng Mỹ. Trung đoàn Waldeck số 3 đã phục vụ ở Mỹ, nơi họ được biết đến với biệt hiệu "umbrella term". Trung đoàn gồm 4 'Tiểu đoàn', một đại đội 'Grenadier', nhân viên và một phân đội pháo binh, đã bị quân Pháp và Tây Ban Nha hỗ trợ quân Mỹ bắt giữ và chỉ một số ít quay trở lại Đức, nơi họ trở thành một bộ phận của Tiểu đoàn 5 mới được thành lập (1784).
Vào thời điểm Napoléon chinh phục Đức, các trung đoàn Waldeck phục vụ cho Cộng hòa Batavia, và cuối cùng thì nền cộng hòa bị xoá bỏ để lập ra Vương quốc Holland. Giảm sức mạnh xuống cấp tiểu đoàn, giờ đây họ thành lập các tiểu đoàn 3 của Trung đoàn bộ binh số 1 và số 2 của Vương quốc Holland. Tiểu đoàn 5 đã bị giải tán, và Waldeck giờ đây cũng có nghĩa vụ cung cấp hai đại đội cho Tiểu đoàn II, Trung đoàn 6 của Liên bang Rhein (cùng với hai đại đội từ Reuß) để phục vụ Đệ Nhất Đế chế Pháp. Giống như tất cả bộ binh Pháp, họ được gọi là 'Fusiliers'. Họ phục vụ chủ yếu trong Chiến tranh Bán đảo chống lại Công tước xứ Wellington. Năm 1812, Trung đoàn số 6 của Liên bang được tái thành lập, với ba đại đội từ Waldeck và một đại đội từ Reuß lại thành lập Tiểu đoàn II. Vào thời điểm Đế quốc Pháp sụp đổ vào năm 1814, các tiểu đoàn phục vụ cho Holland đã biến mất, nhưng Waldeck hiện đã cung cấp 3 Đại đội Bộ binh và một Đại đội Jäger cho Bang liên Đức mới thành lập.
Đến năm 1866, quân đội Waldeck được đặt tên là Fürstlisches Waldecksches Füselier-Bataillon, và trong Chiến tranh Áo-Phổ năm đó Waldeck (đã tham gia một công ước quân sự với Phổ từ năm 1862) đã liên minh với quân Phổ; tuy nhiên quân Waldeck không thấy có hành động gì trong suốt cuộc chiến. Gia nhập Liên bang Bắc Đức sau năm 1867, dưới sự lãnh đạo của Vương quốc Phổ, Tiểu đoàn Fusilier Waldeck trở thành Tiểu đoàn III (Fusilier) của Trung đoàn bộ binh Phổ von Wittich (Tuyển hầu xứ Hessian số 3) số 83, và như vậy nó vẫn giữ nguyên cho đến năm 1918. Vị trí 'Chef' của trung đoàn (một danh hiệu danh dự) do Thân vương xứ Waldeck và Pyrmont nắm giữ.
Không giống như Hessen-Darmstadt, Hessen-Kassel (hay Hesse-Cassel) không có sự khác biệt nào để phân biệt họ với người Phổ. Tuy nhiên, người Waldeck được phép mang theo Cockade của Waldeck trên Pickelhaube. Tiểu đoàn Waldeck được đồn trú vào nhiều thời điểm khác nhau tại Arolsen/Mengeringhausen/Helsen, Bad Wildungen, Bad Pyrmont và Warburg.
Trung đoàn đã tham gia hoạt động trong Chiến tranh Pháp-Phổ năm 1870 (nơi mà họ có biệt danh là Trung đoàn Das Eiserne), và trong Chiến tranh thế giới thứ nhất — với tư cách là một phần của Sư đoàn 22 — chủ yếu chiến đấu ở Mặt trận phía Đông.